# 拉齐曼·维迪奥迪宁格拉特
拉齐曼·维迪奥迪宁格拉特（精确拼音：Rajiman Wediodiningrat，1879年4月21日—1952年9月20日）是印度尼西亚医生，也是印度尼西亚共和国的创始人之一。他是至善社成员，1945年被选为独立筹备调查委员会负责人。1945年8月9日，即长崎原子弹爆炸的第二天，拉齐曼与民族主义人物苏加诺和穆罕默德·哈达一起飞往西贡，会见日本陆军南方军司令寺内寿一。
1950年，他成为立法机构人民代表会议的成员，并领导了该委员会的第一次全体会议。两年后，拉齐曼去世并被埋葬在日惹。2013年11月8日，他被评为印度尼西亚民族英雄。